# Virginia Slims of New England 1988
Il Virginia Slims of New England 1988 è stato un torneo di tennis giocato sul sintetico indoor. È stata la 4ª edizione del torneo, che fa parte della categoria Tier II nell'ambito del WTA Tour 1988. Si è giocato a Worcester negli USA dal 31 ottobre al 6 novembre 1988.

## Campionesse

### Singolare
Martina Navrátilová ha battuto in finale  Nataša Zvereva con il punteggio di 6–7, 6–4, 6–3

### Doppio
Martina Navrátilová /  Pam Shriver hanno battuto in finale  Gabriela Sabatini /  Helena Suková con il punteggio di 6–3, 3–6, 7–5